# Aleš Čermák
Aleš Čermák (Praga, 1º ottobre 1994) è un calciatore ceco, centrocampista del DAC Dunajská Streda.

## Caratteristiche tecniche
È un centrocampista centrale.

## Carriera

### Club
Ha giocato nella prima divisione ceca.

### Nazionale
Vanta più di 50 presenze con le nazionali giovanili della Repubblica Ceca.

## Palmarès

### Club

#### Competizioni nazionali
- Campionato ceco: 2

Viktoria Plzeň: 2017-2018, 2021-2022